# Tachysphex unicolor
Tachysphex unicolor är en stekelart som först beskrevs av Georg Wolfgang Franz Panzer 1809.  Tachysphex unicolor ingår i släktet Tachysphex, och familjen Crabronidae. Arten har påträffats i Sverige, efter en upptäckt i Limhamns Kalkbrott.